# Хермитиџ (Арканзас)
Хермитиџ (енгл. Hermitage) град је у америчкој савезној држави Арканзас.

## Демографија
По попису из 2010. године број становника је 830, што је 61 (7,9%) становника више него 2000. године.
| Група             | 2000.       | 2010.       |
| Белци             | 314 (40,8%) | 237 (28,6%) |
| Афроамериканци    | 233 (30,3%) | 237 (28,6%) |
| Азијати           | 1 (0,1%)    | 1 (0,1%)    |
| Хиспаноамериканци | 212 (27,6%) | 349 (42,0%) |
| Укупно            | 769         | 830         |